# Cercle Daurat (Islàndia)
El Cercle Daurat és una popular ruta turística al sud d'Islàndia, que cobreix prop de 300 quilòmetres de bucle des de Reykjavík a l'Islàndia central i retorn.
Les tres parades principals en la ruta són el Parc Nacional de Þingvellir, la cascada Gullfoss (que significa "caigudes d'or"), i la vall d'activitat geotèrmica de Haukadalur, que conté els guèisers Geysir i Strokkur. Encara que Geysir ha estat inactiu durant molt de temps, Strokkur, per contra, continua actiu en intervals de 5 a 10 minuts.
Altres parades inclouen Kerid el cràter del volcà, poble d'efecte hivernacle Hveragerði, església Skálholt, i la planta d'energia geotèrmica de Nesjavellir o Hellisheidarvirkjun.